# Домбровиця (Домбровський повіт)
Домбровиця (пол. Dąbrowica) — село в Польщі, у гміні Щуцин Домбровського повіту Малопольського воєводства.
Населення — 857 осіб (2011).
У 1975-1998 роках село належало до Тарновського воєводства.

## Демографія
Демографічна структура станом на 31 березня 2011 року:
|          | Загалом | Допрацездатний вік | Працездатний вік | Постпрацездатний вік |
| -------- | ------- | ------------------ | ---------------- | -------------------- |
| Чоловіки | 445     | 80                 | 326              | 39                   |
| Жінки    | 412     | 83                 | 238              | 91                   |
| Разом    | 857     | 163                | 564              | 130                  |